# Lionel Lainé
Pour les articles homonymes, voir Lainé.
 (janvier 2013).
Si vous disposez d'ouvrages ou d'articles de référence ou si vous connaissez des sites web de qualité traitant du thème abordé ici, merci de compléter l'article en donnant les références utiles à sa vérifiabilité et en les liant à la section « Notes et références ».
Pas d'image ? Cliquez ici
Lionel Lainé, né le 8 avril 1972 à Pau, est un pilote français champion du monde de rallye-raid (en quad), d'endurance et de rallye tout-terrain.

## Championnat de France d'endurance tout terrain 2014
- Novembre: 24h Horas TT à Villa Fronteira au  Portugal
- Septembre: 24h de Paris à Chevannes  - Première participation: 24éme

## Championnat de France de rallye tout terrain 2013
- Novembre: Rallye Plaines et Vallées, à Saint-André-de-l'Eure[1]
- Octobre: Rallye Dunes et Marais, à Saint-Palais-sur-Mer[2]
- Septembre: Rallye des Cimes, à Oloron-Sainte-Marie[3]
- Août: Rallye d'Orthez, à Orthez[4]
- Juin: Rallye du Baretous, à Lanne-en-Barétous -  Hors championnat
- Juin: Rallye de Gers Armagnac, à Toujouse[5]
- Mai: Rallye Jean de la fontaine, à Soissons[6]
- Avril: Rallye Terres du Gâtinais, à Corbeilles[7]
- Avril: Rallye de la province du Labourd, à Saint-Pée-sur-Nivelle[8]
- Mars: Rallye des Collines d'Arzacq et du Soubestre, à Arzacq-Arraziguet[9]

### Autos
Classe : T1 A
- T1 (véhicules tout-terrains modifiés et prototypes), sous divisés par le nombre de roues motrices (deux ou quatre) et par le carburant utilisé (essence ou diesel) ;
  - 6 : Moteur Auto
  - 5 : Moteur Moto

## Championnat du Monde de rallye-raid 2009
- Abu Dhabi Desert Challenge aux Émirats arabes unis.
- rallye de Tunisie : vainqueur en 41 h 57 min 05 s
- rallye-raid de Sardaigne en Italie : vainqueur en 22 h 38 min 34 s
- rallye dos Sertoes au Brésil.
- rallye des Pharaons en Égypte : 2e en 39 h 36 min 33 s
- rallye du Maroc : vainqueur en 19 h 28 min 11 s

### Classement 2009
| Clt | Nom               | Nationalité |
| --- | ----------------- | ----------- |
| 1er | Lionel Lainé      | France      |
| 2e  | Camelia Liparoti  | Italie      |
| 3e  | Karim Dilou       | Tunisie     |
| 4e  | Vladimir Marugov  | Russie      |
| 5e  | Cristiano Batista | Brésil      |

### Classement 2008
| Clt | Nom               | Nationalité |
| --- | ----------------- | ----------- |
| 1er | Karim Dilou       | Tunisie     |
| 2e  | Ivan Reedtz-Thott | Danemark    |
| 3e  | Lionel Lainé      | France      |
| 4e  | Jean-Claude Auert | France      |
| 5e  | Robert Naji Nahas | Brésil      |

## Palmarès
- 2013 - Championnat de France de Rallye tout-terrain  : 2e du Challenge 2RM - 2e de la Classe T1A5  sur Rivet -  Hayabusa 1 340 cm3
- 2012 - Championnat de France de Rallye tout-terrain  : 5e du Challenge 2RM - 2e de la Classe T1A5  sur Rivet -  Hayabusa 1 340 cm3
- 2009 - Championnat du monde de Rallye-raid  : Champion du monde  en Quad (KTM 525XC)
- 2008 - Championnat du monde de Rallye-raid  : 3e en Quad (KTM 525XC)